# Thérèse Steinmetz
Thérèse Steinmetz (Amsterdam, 17 maggio 1933) è una cantante olandese.
Ha partecipato all'Eurovision Song Contest 1967 con il brano Ringe-dinge in rappresentanza dei Paesi Bassi, classificandosi al quattordicesimo e penultimo posto.